# 麥克·米喬德
麥克·米喬德（英語：Mike Michaud；1955年1月18日—）是美国的一位政治人物。在2003年至2015年，他是緬因州第二國會選區選出的聯邦眾議員。他的黨籍是民主黨。米喬德會說流利的法語，他是緬因州首位法裔美国人議員。